# Боргвард IV
Боргвард IV или Sd.Kfz. 301 (на немски: Sonderkraftfahrzeug 301 – машина със специално предназначение 301) е бронирана машина за полагане на тежки взривни заряди с дистанционно управление, проектирана и използвана от Германия през Втората световна война. Официалното ѝ обозначение е Schwerer Ladungsträger Borgward B IV – носител на тежки товари Боргвард B IV. Среща се също като Sonderschlepper B IV и Gerät 690.

## История на създаването
По време на битката за Франция инженери от 1-ва танкова дивизия преобразуват Панцер I в машини за разрушаване на бункери и разчистване на мини. Използвани са да поставят експлозивни заряди с таймер на бункери и в минни полета, без да губят машината. През октомври 1941 г. на Боргвард е поверена разработката на машина със специално предназначение с дистанционно управление. Дизайнът е базиран на техния транспортьор на боеприпаси Munitionsschlepper VK301.

## Разновидности
През април 1942 г. е произведена тестова серия от 12 машини. Страничната броня е с дебелина 5 mm.
Разработени са три модела – Ausf. A, Ausf. B и Ausf. C (на немски: Ausführung или накратко Ausf., в превод: модел). От модел А са произведени 616 машини в периода май 1942 – юни 1943 г., а от модел B са произведени 260 в периода юли – ноември 1943 г. Двигателят е Боргвард 6M RTBV с мощност от 49 конски сили при 3300 оборота в минута. За разлика от тестовата серия при модел A към страничната и задната броня са добавени 8 mm бронирани плочи, увеличени до 10 mm при модел B. При модел B също така е преместена радио антената напред и е подобрен модулът за дистанционно управление.
| броня (mm/под ъгъл) | челна  | странична | задна   | горна/долна |
| ------------------- | ------ | --------- | ------- | ----------- |
| купол               | 8/24°  | 8/21°     | няма    | няма        |
| надстройка          | 10/47° | 5+8/0°    | 5+8/19° | 3/90°       |
| корпус              | 10/79° | 5+8/0°    | 5+8/55° | 4/90°       |

Модел C е представен през декември 1943 г. и включва подобрена броня и опростена конструкция. Между декември 1943 и септември 1944 г. са произведени 305 машини. Двигателят е сменен с Боргвард 6B с мощност от 78 конски сили при 3000 оборота в минута.
| броня (mm/под ъгъл) | челна  | странична | задна  | горна/долна |
| ------------------- | ------ | --------- | ------ | ----------- |
| купол               | 15/22° | 8/22°     | няма   | няма        |
| надстройка          | 20/57° | 20/0°     | 20/30° | 6/90°       |
| корпус              | 20/79° | 20/0°     | 20/55° | 6/90°       |

Недостатък на тези машини е невъзможността на оператора да наблюдава целта от безопасно разстояние. Правени са опити за поставяне на камера в челната част.
В края на войната на няколко машини са монтирани установки за изстрелване на Raketen Pz B 54.

## Оперативно използване
През юли 1943 г. 312-а танкова рота, част от група армии „Център“, успешно използва тези машини за разчистване на минни полета в района на Курск.

## Оцелели
Оцелели екземпляри на Боргвард IV са изложени във военноисторическия музей във Виена, бронетанковия музей в Кубинка, музея на американското наследство в Голям Бостън, САЩ, и германския танков музей в Мунстер. Пети в работно състояние е изложен в музея „Овърлорд“ в Колвил-сюр-Мер.
На 31 март 2010 г. по време на изкопни работи при южната жп гара във Виена е открит добре запазен Боргвард IV заедно с други реликви от Виенската операция. Военноисторическият музей го възстановява и добавя към своята изложба.